# آصف مندوی
آصف مندوی (انگلیسی: Aasif Mandvi؛ زادهٔ ۵ مارس ۱۹۶۶) هنرپیشه اهل ایالات متحده آمریکا است. وی از سال ۱۹۹۵ میلادی تا کنون مشغول فعالیت بوده است.
از فیلم‌ها یا برنامه‌های تلویزیونی که وی در آن نقش داشته است می‌توان به آخرین بادافزار، خواستگاری، مرد عنکبوتی ۲، فیلم ۴۳، مارجین کال، محاصره، کارآموز، تحلیل این، متاسفم، متنفران و فریدم لند اشاره کرد.